# Sphaerodactylus caicosensis
Sphaerodactylus caicosensis är en ödleart som beskrevs av  Cochran 1934. Sphaerodactylus caicosensis ingår i släktet Sphaerodactylus och familjen geckoödlor. Inga underarter finns listade i Catalogue of Life.